# Асбун, Родриго
Родриго Асбун (исп.  Rodrigo Hasbun, 1981, Кочабамба) — боливийский писатель и сценарист, потомок выходцев из Палестины.

## Биография
Был гитаристом в рок-оркестре. Учился журналистике. После университета жил в 2003—2004 в Сантьяго, где проживают его отец и другие родственники. В 2004—2005 получал второе образование в Барселоне. Дебютировал сборником рассказов Cinco в 2006. В 2007 на Международной книжной ярмарке в Боготе был назван среди наиболее многообещающих молодых писателей Латинской Америки (Bogotá 39). В том же году опубликовал первый роман El lugar del cuerpo. С 2009 жил в Итаке, работал в Корнеллском университете над докторской диссертацией о дневниковом жанре в латиноамериканской литературе. В 2010 его назвал в числе 22 наиболее интересных испаноязычных прозаиков до 35 лет влиятельный британский журнал Granta. В 2011 книгу его рассказов опубликовали в Испании. В 2014 перебрался в Торонто.

## Публикации
- Пять/ Cinco, Gente Común, La Paz, 2006 (новеллы)
- Место тела/ El lugar del cuerpo, Fondo Editorial Municipalidad de Santa Cruz, 2007 (роман; переизд. в Барселоне в 2009, в Буэнос-Айресе — в 2012)
- Лучшие дни/ Los días más felices, Duomo Ediciones, Barcelona, 2011 (новеллы)
- Привязанности/Los Afectos, 2015 (роман)

## Признание
Национальная литературная премия Santa Cruz de la Sierra за роман Место тела (2007). Премия Unión Latina за латиноамериканский рассказ (2008) и др.